# Сибія яванська
Си́бія яванська (Laniellus albonotatus) — вид горобцеподібних птахів родини Leiothrichidae. Ендемік Індонезії.

## Опис
Довжина птаха становить 20 см. Верхня частина тіла каштанова, поцяткована білими смужками. Крила чорнуваті з білими краями. Обличчя темно-сіре, тім'я сіре. Нижня частина тіла білувата, боки каштанові, поцятковані білими смужками. Хвіст довгий, сірий.

## Поширення і екологія
Яванські сибії є ендеміками острова Ява. Вони живуть у вологих гірських тропічних лісах. Зустрічаються на висоті від 900 до 2400 м над рівнем моря. Живляться комахами і плодами. Сезон розмноження триває з березня по грудень. В кладці 2 яйця.

## Збереження
МСОП класифікує стан збереження цього виду як близький до загрозливого. Яванська сибія є рідкісним видом птахів.